# Göhrener Tannen
Die Göhrener Tannen sind ein Stadtteil der mecklenburg-vorpommerschen Landeshauptstadt Schwerin sowie die Bezeichnung des dortigen Waldgebiets und eines Gewerbegebiets in der Gemarkung. Im Stadtteil leben 148 Einwohner (Stand: Dez. 2011) auf einer Fläche von 19,09 km².

## Geografie
Der zu Großteilen von Mischwald bewachsene Stadtteil liegt im Süden der Landeshauptstadt und grenzt an die Ortsteile Wüstmark, Krebsförden, Großer Dreesch, Neu Zippendorf und Mueßer Holz sowie an die Gemeinden Plate, Lübesse und Holthusen im Landkreis Ludwigslust-Parchim.
Zu den Göhrener Tannen gehört der Wohnplatz Stern Buchholz mit der ehemaligen Blücher-Kaserne, an welche sich südlich und südwestlich militärische Übungsgelände anschließen. Auf einer Brachfläche im Westen des Stadtteils liegt das etwa 350 Hektar große und teilerschlossene Gewerbegebiet.

## Geschichte
Namensursprung des Stadtteils ist das ehemalige Kämmereigut Göhren, welches Graf Helmold bereits 1282 zusammen mit Zippendorf und Ostorf (ohne Ostorfer Hals) der Stadt Schwerin schenkte. Der bebaute Teil Göhrens befindet sich heute jedoch in der Gemarkung Krebsfördens, wo noch der Straßenname Hof Göhren an das Gut erinnert. Aufgrund schlechter Böden waren die Pachteinnahmen eher gering. Auf Weisung des Herzogs wurde die Meierei Göhren 1766 aufgeforstet. Das Restgut wurde 1822 als Erbpachthof veräußert.
Der Name Stern Buchholz ist angelehnt an den ehemaligen Jagdstern im Forstgebiet Buchholz mit der Chaussee nach Ludwigslust als Hauptachse. Ein Ort Buchholz, der zur Gemeinde Holthusen gehört, befindet sich etwa 3,7 Kilometer westlich. Laut Karten hat sich bereits 1874 im Forst Stern Buchholz ein etwa drei Hektar großer Artillerieschießplatz befunden. 1940 wurde östlich der heutigen Landesstraße 72 das Kriegsgefangenenlager Stalag II E und auf der gegenüberliegenden Straßenseite während des Zweiten Weltkrieges ein Schießplatz eingerichtet. Letzterer wurde nach dem Krieg von der Kasernierten Volkspolizei, seit 1956 von der Nationalen Volksarmee und später auch von der Sowjetarmee genutzt. Dabei fanden Erweiterungen statt. Nach der Wende musste der Standortübungsplatz Göhrener Tannen von Munition befreit werden. Das in der Blücher-Kaserne zuletzt stationierte Panzerbataillon 403 wurde im Rahmen einer im November 2004 getroffenen Strukturentscheidung zum 31. März 2007 aufgelöst. Das Kasernengelände wurde am 14. Juni 2010 für 1,1 Mio. Euro an ein Unternehmen aus der Branche der regenerativen Energien versteigert.
2001 verlor Schwerin die Bewerbung um die Ansiedlung eines BMW-Produktionsstandorts, für den die Göhrener Tannen vorgesehen waren, unter mehreren Mitbewerbern an Leipzig. 2005 siedelte sich im Gewerbegebiet mit der Flugzeugteile produzierenden Flammaerotec GmbH ein Airbus-Zulieferer an. Zu Jahresbeginn 2012 wurde bekannt, dass der Lebensmittelkonzern Nestlé die Errichtung eines Werks in den Göhrener Tannen plant. Es sind Investitionen in Höhe von 220 Mio. Euro und die Schaffung von mindestens 450 Arbeitsplätzen vorgesehen.

## Verkehrsanbindung
Der südöstliche Teil der Gemarkung wird von der Bundesautobahn 14 durchschnitten. Durch die Göhrener Tannen führen die Landesstraße 72 (ehemals Bundesstraße 106) von Schwerin nach Ludwigslust sowie die Bahnstrecke Schwerin–Parchim, die im Stadtteil den Haltepunkt Schwerin Industriepark besitzt. Die Gemarkung ist mit Busverbindungen in das städtische Nahverkehrsnetz eingebunden.